# Alvin F. Weichel

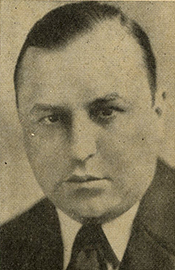
Alvin F. Weichel

Alvin F. Weichel (* 11. September 1891 in Sandusky, Ohio; † 27. November 1956 ebenda) war ein US-amerikanischer Politiker. Zwischen 1943 und 1955 vertrat er den Bundesstaat Ohio im US-Repräsentantenhaus.

## Werdegang
Alvin Weichel besuchte die öffentlichen Schulen seiner Heimat. Im Jahr 1918 war er während der Endphase des Ersten Weltkrieges in einem Ausbildungslager der US Army und dann in einer Versorgungseinheit in Georgia. Er kam nicht zum Kriegseinsatz. Anschließend gehörte er bis 1928 dem Officers’ Reserve Corps an. Nach dem Krieg absolvierte er das Ferris Institute in Big Rapids (Michigan). Danach studierte er an der University of Michigan in Ann Arbor. Nach einem anschließenden Jurastudium am Michigan College of Law und seiner 1924 erfolgten Zulassung als Rechtsanwalt begann er in diesem Beruf zu arbeiten. Weichel wurde dann Staatsbeauftragter für Insolvenzen und von 1931 bis 1937 Staatsanwalt im Erie County. Zeitweise war er Sonderberater des Attorney General von Ohio. Er hielt auch Vorträge an der bei der Ohio State University in Columbus angesiedelten Polizeiverwaltungsschule. Politisch wurde er Mitglied der Republikanischen Partei.
Bei den Kongresswahlen des Jahres 1942 wurde Weichel im 13. Wahlbezirk von Ohio in das US-Repräsentantenhaus in Washington, D.C. gewählt, wo er am 3. Januar 1943 die Nachfolge des zwischenzeitlich zurückgetretenen Albert David Baumhart antrat. Nach fünf Wiederwahlen konnte er bis zum 3. Januar 1955 sechs Legislaturperioden im Kongress absolvieren. In diese Zeit fielen das Ende des Zweiten Weltkrieges, der Beginn des Kalten Krieges, der Koreakrieg und innenpolitisch die Bürgerrechtsbewegung. Von 1947 bis 1949 sowie nochmals zwischen 1953 und 1955 war Weichel Vorsitzender des Committee on Merchant Marine and Fisheries. Im Jahr 1954 verzichtete er auf eine weitere Kandidatur.
Nach seiner Zeit im US-Repräsentantenhaus praktizierte Alvin Weichel wieder als Anwalt. Er starb am 27. November 1956 in seiner Heimatstadt Sandusky, wo er auch beigesetzt wurde.